# Plankenbüchler-Grabmal

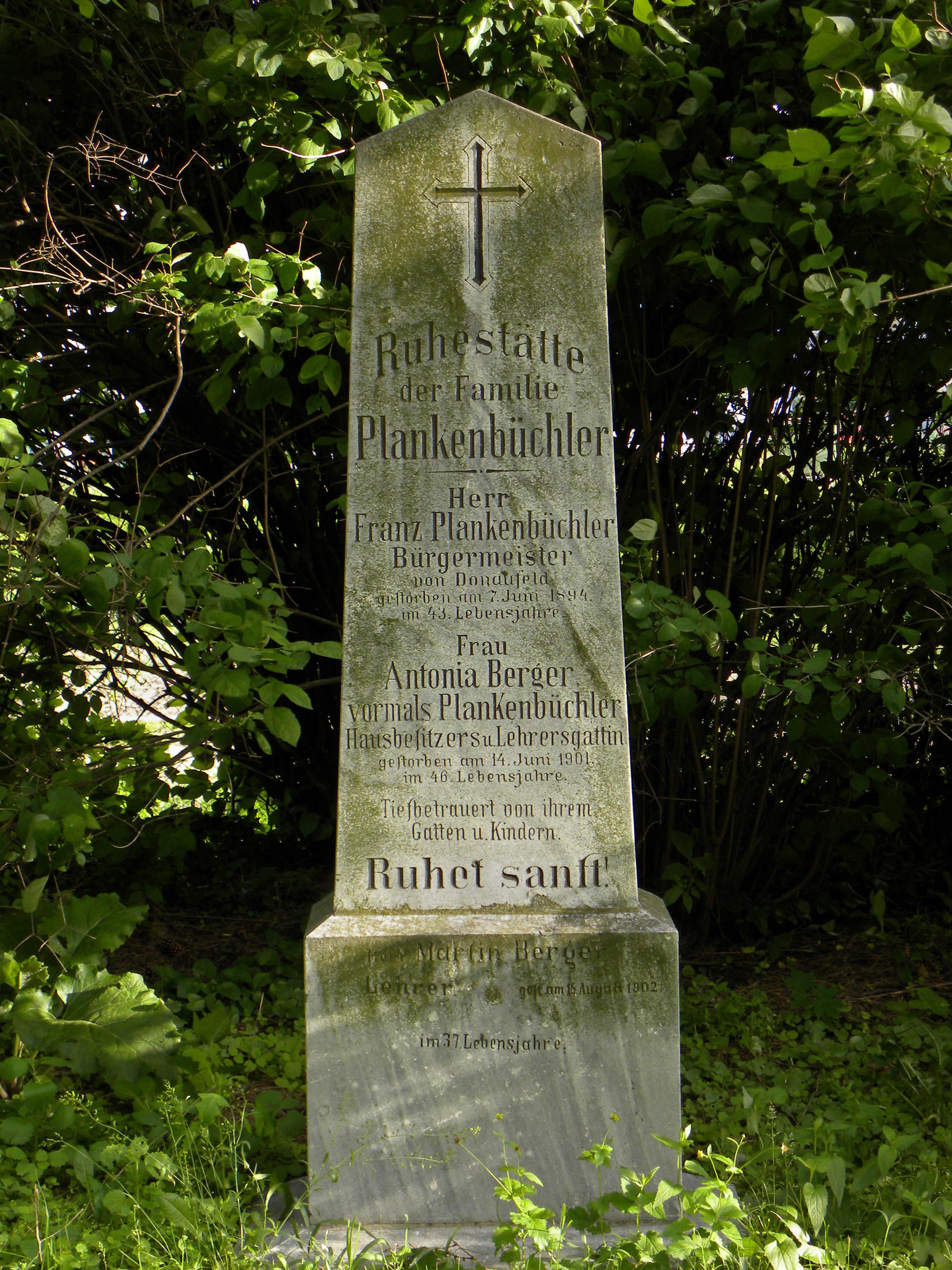
Plankenbüchler-Grabmal im Hans-Hirsch-Park

Das Plankenbüchler-Grabmal ist eine Grabstele der Familie Plankenbüchler im Hans-Hirsch-Park im 21. Wiener Gemeindebezirk Floridsdorf. Sie stellt das letzte Relikt des 1903 geschlossenen Donaufelder Friedhofs dar.

## Lagebeschreibung
Das Grabmal befindet sich direkt beim Parkeingang in der Töllergasse an der südlichen Hausmauer.

## Geschichte
Die Grabstele wurde 1894 für den Bürgermeister von Donaufeld, Franz Plankenbüchler errichtet.

## Beschreibung
Das Plankenbüchler-Grabmal ist eine konisch ausgebildete Grabstele aus Marmor über einem Rechtecksockel.
Auf dem Grabstein ist folgende Inschrift zu lesen:
„Ruhestätte / der Familie / Plankenbüchler / Herr / Franz Plankenbüchler / Bürgermeister / von Donaufeld / gestorben am 7. Juni 1894. im 43. Lebensjahre. / Frau / Antonia Berger / vormals Plankenbüchler / Hausbesitzers u. Lehrersgattin / gestorben am 14. Juni 1901, / im 46. Lebensjahre. / Tief betrauert von ihrem / Gatten und Kindern. / Ruhet sanft! / Herr Martin Berger / Lehrer gest. am 15. August 1902. / im 37. Lebensjahre.“